# UCI Oceania Tour de 2016
O UCI Oceania Tour de 2016 é a décima-segunda edição do calendário ciclístico internacional da Oceania. Iniciou-se a 20 de janeiro na Nova Zelândia com o New Zealand Cycle Classic, e terminou a 5 de março com o Campeonato Oceânico de Ciclismo em Estrada na Austrália. Também fazem parte, as carreiras em estrada e contrarrelógio para elite e a contrarrelógio sub-23 do Campeonato Oceânico de Ciclismo em Estrada.

## Equipas
As equipas que podem participar nas diferentes carreiras dependem da categoria das mesmas. A maior nível de uma carreira podem participar equipas a mais nível. Por exemplo os equipas UCI ProTeam, só podem participar das carreiras .HC e .1 e têm cota limitada de equipas para competir.
| Categoria      | Categoria                        | Equipas                                                                                           |
| -------------- | -------------------------------- | ------------------------------------------------------------------------------------------------- |
| .HC            | 1.hc (Carreira de um dia)        | * ProTeam (max 65%) * Profissionais Continentais * Continentais * Selecções nacionais             |
| .HC            | 2.hc (Carreira de vários dias)   | * ProTeam (max 65%) * Profissionais Continentais * Continentais * Selecções nacionais             |
| .1             | 1.1 (Carreira de um dia)         | * ProTeam (max 50%) * Profissionais Continentais * Continentais * Selecções nacionais             |
| .1             | 2.1 (Carreira de vários dias)    | * ProTeam (max 50%) * Profissionais Continentais * Continentais * Selecções nacionais             |
| .2             | 1.2 (Carreira de um dia)         | * Profissionais Continentais * Continentais * Selecções nacionais * Selecções regionais * Amadors |
| .2             | 2.2 (Carreira de vários dias)    | * Profissionais Continentais * Continentais * Selecções nacionais * Selecções regionais * Amadors |
| .Ncup (sub-23) | 1.ncup (Carreira de um dia)      | * Selecções nacionais * Selecções mistas                                                          |
| .Ncup (sub-23) | 2.ncup (Carreira de vários dias) | * Selecções nacionais * Selecções mistas                                                          |

## Calendário
As seguintes são as carreiras que compõem o calendário UCI Oceania Tour aprovado pela UCI

### Janeiro
| Data  | Carreira                          | Cat. | Ganhador       | Equipa do ganhador    |
| ----- | --------------------------------- | ---- | -------------- | --------------------- |
| 20-24 | New Zealand Cycle Classic         | 2.2  | Ben O'Connor   | Avanti IsoWhey Sports |
| 31    | Cadel Evans Great Ocean Road Race | 1.hc | Peter Kennaugh | Sky                   |

### Fevereiro
| Data | Carreira        | Cat. | Ganhador           | Equipa do ganhador |
| ---- | --------------- | ---- | ------------------ | ------------------ |
| 3-7  | Herald Sun Tour | 2.1  | Christopher Froome | Sky                |
| 20   | The REV Classic | 1.2  | Dion Smith         | One Pro Cycling    |

### Março
| Data | Carreira                                  | Cat. | Ganhador         | Equipa do ganhador    |
| ---- | ----------------------------------------- | ---- | ---------------- | --------------------- |
| 3    | Campeonato Oceânico Contrarrelógio sub-23 | CC   | Alexander Morgan | Selecção da Austrália |
| 3    | Campeonato Oceânico Contrarrelógio        | CC   | Sean Lake        | Selecção da Austrália |
| 5    | Campeonato Oceânico em Estrada sub-23     | CC   | Michael Storer   | Selecção da Austrália |
| 5    | Campeonato Oceânico em Estrada            | CC   | Sean Lake        | Selecção da Austrália |

## Classificações
- Nota: As classificações individual e por equipas são as finais, já que cumpriu-se o calendário. As classificações por países e países sub-23 ainda não já que ciclistas australianos ou neozelandeses podem conseguir pontos em outros circuitos.

### Individual
Integram-na todos os ciclistas que consigam pontos podendo pertencer tanto a equipas amadoras como profissionais, inclusive as equipas UCI WorldTeam.
| Posição | Ciclista           | Pontos |
| ------- | ------------------ | ------ |
| 1.º     | Sean Lake          | 340    |
| 2.º     | Peter Kennaugh     | 311    |
| 3.º     | Mark O'Brien       | 213    |
| 4.º     | Brendan Candy      | 200    |
| 5.º     | Dion Smith         | 155    |
| 6.º     | Leigh Howard       | 150    |
| 7.º     | Michael Storer     | 148    |
| 8.º     | Christopher Froome | 144    |
| 9.º     | Jack Bobridge      | 131    |
| 10.º    | Niccolò Bonifazio  | 130    |

### Equipas
A partir de 2016 e devido a mudanças regulamentares, todas as equipas profissionais entram nesta classificação, inclusive os UCI WorldTeam que até a temporada anterior não pontuavam. Se confeciona com o somatório de pontos que obtenha uma equipa com suas 8 melhores corredores na classificação individual. A classificação também a integram equipas que não estejam registados no continente.
| Posição | Equipa                      | Pontos |
| ------- | --------------------------- | ------ |
| 1.º     | Avanti IsoWhey Sports       | 895    |
| 2.º     | Drapac                      | 407    |
| 3.º     | ONE                         | 278    |
| 4.º     | Kenyan Riders Downunder     | 149    |
| 5.º     | State of Matter MAAP Racing | 108    |
| 6.º     | JLT Condor                  | 81     |
| 7.º     | Data#3 Cisco                | 80     |
| 8.º     | UnitedHealthcare            | 72     |
| 9.º     | Klein Constantia            | 40     |
| 10.º    | Madison Genesis             | 25     |

### Países
Se confeciona mediante os pontos dos 10 melhores ciclistas de um país, não só os que consigam neste Circuito Continental, sina também os conseguidos em todos os circuitos. E inclusive se um corredor de um país deste circuito, só consegue pontos em outro circuito (Europa, Ásia, Africa, América), seus pontos vão a esta classificação.
| Posição | País          | Pontos |
| ------- | ------------- | ------ |
| 1.º     | Austrália     | 1857   |
| 2.º     | Nova Zelândia | 942,25 |